# Paratyphlocyba swatensis
Paratyphlocyba swatensis är en insektsart som beskrevs av Ahmed, M. 1985. Paratyphlocyba swatensis ingår i släktet Paratyphlocyba och familjen dvärgstritar. Inga underarter finns listade i Catalogue of Life.